# Centre sportif de Carrefour
Le Centre Sportif de Carrefour, également connu sous le nom de Parc Edouard Baker, est l'une des plus grandes installations sportives d'Haïti. Situé dans la commune de Carrefour, au sud de Port-au-Prince, ce complexe a connu des périodes de gloire dans les années 1980 avant de sombrer dans un état de délabrement avancé.

## Historique
Inauguré le 22 avril 1982, le centre sportif de Carrefour était à l'époque considéré comme l'un des plus beaux parcs sportifs de la Caraïbe. Il comprend plusieurs infrastructures, dont une piste d'athlétisme, un terrain de football, des terrains de basket-ball et de volley-ball, une piscine olympique, ainsi qu'un gymnasium d'une capacité de 2 500 places.

### Dégradations et rénovations
En 2012, sous la présidence de Michel Martelly, des travaux de réfection ont été entamés. Le président avait exprimé son souhait d'augmenter la capacité d'accueil du terrain de football et de moderniser l'ensemble des infrastructures du parc, tout en conservant la piste d'athlétisme.
En 2013, la piste d'athlétisme a été rénovée pour un montant de 200 000 dollars américains, mais elle n'a jamais bénéficié de travaux de maintenance par la suite. L'état de dégradation du revêtement de la piste est tel qu'il présente des risques d'accidents pour les jeunes athlètes qui l'utilisent encore.
Le terrain de football, quant à lui, est devenu inopérant depuis avril 2020, lorsque des hangars pour la prise en charge des patients atteints de la Covid-19 y ont été installés. Cependant, ce site n'a jamais accueilli de patients,.

### Compétitions majeures
Dans les années 1980 et 1990, le Centre sportif de Carrefour a accueilli de nombreuses compétitions nationales et internationales, notamment des tournois de football interscolaires, des championnats d'athlétisme et des matchs amicaux impliquant des équipes de la région caribéenne. Le parc a également été un centre de formation pour de jeunes talents haïtiens, dont certains ont ensuite représenté le pays lors de compétitions internationales.

### État actuel
Aujourd'hui, le centre sportif de Carrefour est dans un état de décrépitude avancée. Des jeunes de la communauté, tels que Jude Edmé, dénoncent l'abandon de cette infrastructure qui, autrefois, accueillait entre 600 et 800 enfants et jeunes pour des activités sportives.
La piscine olympique, qui nécessite 200 000 dollars pour sa réparation et 16 000 dollars par mois pour son entretien, reste également inutilisable.
Le centre sportif de Carrefour joue un rôle crucial pour la jeunesse de la commune. Il est l'un des rares espaces permettant aux jeunes de pratiquer divers sports et de s'épanouir. Sa réhabilitation est régulièrement demandée par les habitants et les sportifs locaux.